# Liste der denkmalgeschützten Objekte in Straß in Steiermark
Die Liste der denkmalgeschützten Objekte in Straß in Steiermark enthält die 32 denkmalgeschützten, unbeweglichen Objekte der Gemeinde Straß in Steiermark im steirischen Bezirk Leibnitz.

## Denkmäler
| Foto |                 | Denkmal | Standort                                          | Beschreibung | Metadaten |
| ---- | --------------- | --- | ------------------------------------------------- | --- | --- |
| ja   | Datei hochladen | Kapelle HERIS-ID: 70295 Objekt-ID: 83409                                                                    | Gersdorf an der Mur Standort KG: Gersdorf         | | BDA-Hist.: Q38124699 Status: § 2a Stand der BDA-Liste: 2025-06-30 Name: Kapelle GstNr.: .32/1 |
| ja   | Datei hochladen | Bildstock, Pestkreuz HERIS-ID: 9464 Objekt-ID: 5438                                                         | Lichendorf Standort KG: Lichendorf                | | BDA-Hist.: Q38037263 Status: § 2a Stand der BDA-Liste: 2025-06-30 Name: Bildstock, Pestkreuz GstNr.: 1359 |
| ja   | Datei hochladen | Ortskapelle Lichendorf HERIS-ID: 9462 Objekt-ID: 5436                                                       | Lichendorf Standort KG: Lichendorf                | | BDA-Hist.: Q38037174 Status: § 2a Stand der BDA-Liste: 2025-06-30 Name: Ortskapelle Lichendorf GstNr.: .53 Ortskapelle Lichendorf, Straß                                                                                             |
| ja   | Datei hochladen | Pranger HERIS-ID: 9463 Objekt-ID: 5437                                                                      | Standort KG: Lichendorf                           | Der Pranger, lt. Dehio Wegsäule, ist spätgotischen Ursprungs vom Ende des 15. Jahrhunderts. 8-eckiger Pfeiler mit Deckplatte und Pyramide. | BDA-Hist.: Q38037230 Status: § 2a Stand der BDA-Liste: 2025-06-30 Name: Pranger GstNr.: 1303/5 Pranger Lichendorf, Straß |
| ja   | Datei hochladen | Hügelgräberfeld Gametzholz HERIS-ID: 11916 Objekt-ID: 8040                                                  | Gametzholz Standort KG: Oberschwarza              | Das einst stattliche Gräberfeld enthält auch heute noch ca. 100 Tumuli, die bis zu drei Metern hoch und bis zu 16 Metern im Durchmesser sind. Sie sind römerzeitlich, 1977 wurde bei Baggerarbeiten ein latènezeitliches Schwert gefunden, dessen Einordnung in den Fundkomplex unklar bleibt. | BDA-Hist.: Q38116662 Status: Bescheid Stand der BDA-Liste: 2025-06-30 Name: Hügelgräberfeld Gametzholz GstNr.: 195, 199, 218, 201, 202, 207, 208, 213, 224, 225, 229/2, 230/2, 232/2, 233, 234, 864, 863                             |
| ja   | Datei hochladen | Bildstock Pestkreuz HERIS-ID: 69368 Objekt-ID: 82451                                                        | bei Obervogau 125 Standort KG: Obervogau          | | BDA-Hist.: Q38122325 Status: § 2a Stand der BDA-Liste: 2025-06-30 Name: Bildstock Pestkreuz GstNr.: 1123/6 |
| ja   | Datei hochladen | Ortskapelle HERIS-ID: 69365 Objekt-ID: 82448                                                                | bei Murauenstraße 2 Standort KG: Obervogau        | | BDA-Hist.: Q38122305 Status: § 2a Stand der BDA-Liste: 2025-06-30 Name: Ortskapelle GstNr.: .31 |
| ja   | Datei hochladen | Bildstock Pestkreuz HERIS-ID: 69371 Objekt-ID: 82454                                                        | Standort KG: Obervogau                            | | BDA-Hist.: Q38122344 Status: § 2a Stand der BDA-Liste: 2025-06-30 Name: Bildstock Pestkreuz GstNr.: 1349/2 |
| ja   | Datei hochladen | Pfarrhof HERIS-ID: 70143 Objekt-ID: 83248                                                                   | Schlossgasse 7 Standort KG: Spielfeld             | | BDA-Hist.: Q38124124 Status: § 2a Stand der BDA-Liste: 2025-06-30 Name: Pfarrhof GstNr.: .4/1 |
| ja   | Datei hochladen | Schloss Spielfeld HERIS-ID: 37446 Objekt-ID: 36599                                                          | Schlossgasse 1 Standort KG: Spielfeld             | Das heutige Schloss wurde von Hans Stübich und seinen Sohn Georg Gabriel um 1580–1620 neu erbaut, dabei wurde ein Wehrbau aus dem frühen 16. Jahrhundert mit einbezogen, der heutige Pfeilersaal im Westturm. Nach einem Brand im Jahre 1631 wurde das Schloss erneuert. Im Hof des mächtigen Zweiflügelbaus erstrecken sich Renaissance-Säulenarkaden über vier Geschoße. Barocke Fensterkörbe. Die Freitreppe und der Erkerturm im Osttrakt stammen aus der 2. Hälfte des 18. Jahrhunderts. 1872 erwarb Karl Ludwig von Bruck das Schloss, seit 2007 ist das Schloss im Besitz einer GmbH und steht nach einer Renovierung als Hochzeits- und Eventlocation zur Verfügung. | BDA-Hist.: Q37975695 Status: Bescheid Stand der BDA-Liste: 2025-06-30 Name: Schloss Spielfeld GstNr.: .1 Schloss Spielfeld |
| ja   | Datei hochladen | Rathaus/Gemeindeamt HERIS-ID: 70147 Objekt-ID: 83253                                                        | Oberst-Perleß-Straße 1 Standort KG: Spielfeld     | | BDA-Hist.: Q38124143 Status: § 2a Stand der BDA-Liste: 2025-06-30 Name: Rathaus/Gemeindeamt GstNr.: .140 Gemeindeamt Spielfeld |
| ja   | Datei hochladen | Krieger- und Befreiungsdenkmal HERIS-ID: 70168 Objekt-ID: 83278                                             | bei Oberst-Perleß-Straße 1 Standort KG: Spielfeld | Erbaut im Jahre 1923 | BDA-Hist.: Q38124244 Status: § 2a Stand der BDA-Liste: 2025-06-30 Name: Krieger- und Befreiungsdenkmal GstNr.: 1029 War memorial Spielfeld (Styria)                                                                                  |
| ja   | Datei hochladen | Aufnahmsgebäude und Post-Zollgebäude des Bahnhofes Spielfeld-Straß HERIS-ID: 12945 Objekt-ID: 9107          | Südbahnstraße 5 Standort KG: Spielfeld            | | BDA-Hist.: Q106835682 Status: Bescheid Stand der BDA-Liste: 2025-06-30 Name: Aufnahmsgebäude und Post-Zollgebäude des Bahnhofes Spielfeld-Straß GstNr.: .80/5, .80/6 Aufnahms- und Zollgebäude, Bahnhof Spielfeld-Straß              |
| ja   | Datei hochladen | Kath. Pfarrkirche hl. Michael HERIS-ID: 51803 Objekt-ID: 57596                                              | Standort KG: Spielfeld                            | Die Pfarrkirche steht auf einem Rutschhang und wurde daher mehrmals beschädigt. Bis auf den im Kern gotischen Westturm sowie einige Mauern wurde das Gebäude größtenteils im 19. Jahrhundert erneuert. Der Hochaltar enthält eine gute Michaelsstatue aus der Zeit um 1720–1730. | BDA-Hist.: Q38047818 Status: § 2a Stand der BDA-Liste: 2025-06-30 Name: Kath. Pfarrkirche hl. Michael GstNr.: .2 Kath. Pfarrkirche hl. Michael (Spielfeld)                                                                           |
| BW   | Datei hochladen | Befestigte Höhensiedlung mit Bestattungsplätzen am Hoarachkogel HERIS-ID: 112882 Objekt-ID: 131107seit 2017 | Standort KG: Spielfeld                            | Am Bubenberg oder Hoarachkogel befinden sich gut sichtbare Reste einer befestigten Siedlung mit umgebenden Hügelgräberfeld aus der Eisenzeit, Siedlungsspuren können aber bis in die Kupferzeit zurückverfolgt werden. Das annähernd hufeisenförmige Kernwerk hat etwa eine Breite von 400 Meter und eine Länge von 350 Metern. Daran schließt sich ein weniger ausgebauter Wall an, das Vorwerk. Typische Geländeveränderungen wie die Anlage von Terrassen sind erkennbar. Den südlichen Abschluss bildet ein einziger prominenter Grabhügel. Anmerkung: Teile des Fundplatzes ragen in die slowenische Gemeinde Šentilj. | BDA-Hist.: Q37832527 Status: Bescheid Stand der BDA-Liste: 2025-06-30 Name: Befestigte Höhensiedlung mit Bestattungsplätzen am Hoarachkogel GstNr.: 819/17, 828, 819/10, 819/8, 819/19, 819/20, 819/23, 819/6, 819/14, 819/11, 819/1 |
| ja   | Datei hochladen | Altersheim, ehem. Rathaus / Volksschule HERIS-ID: 51901 Objekt-ID: 57721                                    | Hauptstraße 48 Standort KG: Straß                 | Spätklassizistischer Bau, der um 1900 stark verändert wurde. Faschendekor, Nutungen an den Kanten, in der Portalachse Dreiecksgiebel mit einem aufsetzenden Uhrturm. | BDA-Hist.: Q38048093 Status: § 2a Stand der BDA-Liste: 2025-06-30 Name: Altersheim, ehem. Rathaus / Volksschule GstNr.: .49 Altersheim (Strass in Steiermark)                                                                        |
| ja   | Datei hochladen | Rathaus/Gemeindeamt HERIS-ID: 51902 Objekt-ID: 57722                                                        | Hauptstraße 61 Standort KG: Straß                 | Das Gemeindeamt wurde um 1890 errichtet und zeigt eine repräsentative, strenghistoristische Fassade mit zwei Giebelrisaliten. | BDA-Hist.: Q38048097 Status: § 2a Stand der BDA-Liste: 2025-06-30 Name: Rathaus/Gemeindeamt GstNr.: .29/1 Rathaus (Strass in Steiermark)                                                                                             |
| ja   | Datei hochladen | Erzherzog-Johann-Kaserne / ehem. Schloss Straß HERIS-ID: 70291 Objekt-ID: 83405                             | Hauptstraße 75 Standort KG: Straß                 | Schloss Straß wurde ab 1583 von den Eggenbergern erbaut, gelangte 1727 in den Besitz der Grafen Leslie und 1804 in den Besitz der Grafen Attems. Seit 1852 wurde das Schloss als Kaserne benutzt und entsprechend umgebaut. 1959 restauriert. Das Schloss ist dreigeschoßig um einen rechteckigen Innenhof angelegt. 1854 (Datum am Giebel) im neugotischen Stil der Franzisko-josephinischen Kadettenanstalten umgebaut. Gegen die Straße turmartige Eckrisalite mit Zinnenkranz. Das Rustikaportal zur Kirche stammt aus dem Ende des 16. Jahrhunderts. Im Westtrakt befindet sich ein Wappenstein mit Bauinschrift der Eggenberger aus dem Jahre 1583. | BDA-Hist.: Q1435243 Status: § 2a Stand der BDA-Liste: 2025-06-30 Name: Erzherzog-Johann-Kaserne/ ehem. Schloss Straß GstNr.: .53, .57 Schloss Strass                                                                                 |
| ja   | Datei hochladen | Figurenbildstock Mariensäule HERIS-ID: 70292 Objekt-ID: 83406                                               | Hauptstraße 75 Standort KG: Straß                 | Die Mariensäule steht vor der Kirche und trägt ein Wappen der Eggenberger aus dem 4. Viertel des 17. Jahrhunderts. | BDA-Hist.: Q38124669 Status: § 2a Stand der BDA-Liste: 2025-06-30 Name: Figurenbildstock Mariensäule GstNr.: 790/2 Figurenbildstock Mariensäule Straß                                                                                |
| ja   | Datei hochladen | Kriegerdenkmal HERIS-ID: 70293 Objekt-ID: 83407                                                             | bei Hauptstraße 75 Standort KG: Straß             | Das von Hans Beres gestaltete Kriegerdenkmal gegenüber dem Schloss zeigt einen Löwen und vier Soldaten auf einem Sockel. Es ist mit 1918 bezeichnet und wurde am 12. Juni 1921 im Beisein von Landeshauptmann Anton Rintelen enthüllt. | BDA-Hist.: Q38124679 Status: § 2a Stand der BDA-Liste: 2025-06-30 Name: Kriegerdenkmal GstNr.: 789/48 War memorial Straß in Steiermark                                                                                               |
| ja   | Datei hochladen | Büste Kaiser Franz Joseph I. HERIS-ID: 70302 Objekt-ID: 83416                                               | bei Hauptstraße 75 Standort KG: Straß             | | BDA-Hist.: Q38124719 Status: § 2a Stand der BDA-Liste: 2025-06-30 Name: Büste Kaiser Franz Joseph I. GstNr.: 41/1 |
| ja   | Datei hochladen | Kath. Pfarrkirche Mariä Himmelfahrt HERIS-ID: 51903 Objekt-ID: 57723                                        | Hauptstraße 77c Standort KG: Straß                | Die katholische Pfarrkirche Mariä Himmelfahrt wurde 1628 als Schlosskirche von Hans Ulrich von Eggenberg erbaut. 1971 restauriert. Der frühbarocke vierjochige Rechtecksraum trägt ein Stichkappentonnengewölbe auf Wandvorlagen. An den eingezogenen Altarraum ist gegen Osten ein quadratischer Turm angebaut; dreiachsiger Orgelchor. Unter den Grafen Leslie wurden Decke und Wände 1776 mit Fresken (Marien- und Heiligenszenen, Ornamentik) von Josef Adam von Mölck geschmückt, die Fresken wurden 1972 restauriert. Das Hochaltar-Bild zeigt die Verkündigung und wurde von Hans Adam Weissenkircher um 1680 gemalt, vom gleichen Maler stammen die Seitenaltar-Bilder der heiligen Simon und Joseph, sowie von Johannes dem Täufer. Die Kanzel datiert auf das 1. Viertel des 18. Jahrhunderts. Beim Eingang befindet sich die Wagna-Kapelle mit einer Pietà aus Stein und der Figur der hl. Rosalie aus dem 18. Jahrhundert. Die Orgel wurde 1910 von Josef Brandl gebaut. | BDA-Hist.: Q38048100 Status: § 2a Stand der BDA-Liste: 2025-06-30 Name: Kath. Pfarrkirche Mariä Himmelfahrt GstNr.: .58 Kath. Pfarrkirche Mariä Himmelfahrt, Straß                                                                   |
| ja   | Datei hochladen | Pfarrhof HERIS-ID: 86853 Objekt-ID: 101188                                                                  | Mühlstraße 2 Standort KG: Straß                   | | BDA-Hist.: Q37717408 Status: § 2a Stand der BDA-Liste: 2025-06-30 Name: Pfarrhof GstNr.: .48/5 |
| ja   | Datei hochladen | Bildstock Pestkreuz HERIS-ID: 70294 Objekt-ID: 83408                                                        | bei Murecker Straße 2 Standort KG: Straß          | | BDA-Hist.: Q38124688 Status: § 2a Stand der BDA-Liste: 2025-06-30 Name: Bildstock Pestkreuz GstNr.: 440/2 |
| ja   | Datei hochladen | Bildstock Pestkreuz HERIS-ID: 70296 Objekt-ID: 83410                                                        | bei Waldweg 2a Standort KG: Straß                 | | BDA-Hist.: Q38124708 Status: § 2a Stand der BDA-Liste: 2025-06-30 Name: Bildstock Pestkreuz GstNr.: 789/7 |
| ja   | Datei hochladen | Ortskapelle HERIS-ID: 9469 Objekt-ID: 5443                                                                  | Unterschwarza Standort KG: Unterschwarza          | | BDA-Hist.: Q38037390 Status: § 2a Stand der BDA-Liste: 2025-06-30 Name: Ortskapelle GstNr.: .58 |
| ja   | Datei hochladen | Pestkreuz HERIS-ID: 9470 Objekt-ID: 5444                                                                    | bei Unterschwarza 75 Standort KG: Unterschwarza   | | BDA-Hist.: Q38037453 Status: § 2a Stand der BDA-Liste: 2025-06-30 Name: Pestkreuz GstNr.: 1140 |
| ja   | Datei hochladen | Figurenbildstock hl. Johannes Nepomuk HERIS-ID: 70318 Objekt-ID: 83432                                      | bei Brückenstraße 1 Standort KG: Untervogau       | | BDA-Hist.: Q38124766 Status: § 2a Stand der BDA-Liste: 2025-06-30 Name: Figurenbildstock hl. Johannes Nepomuk GstNr.: 1675/66 |
| ja   | Datei hochladen | Figurenbildstock hl. Nikolaus von Smyrna HERIS-ID: 70319 Objekt-ID: 83433                                   | bei Brückenstraße 1 Standort KG: Untervogau       | | BDA-Hist.: Q38124775 Status: § 2a Stand der BDA-Liste: 2025-06-30 Name: Figurenbildstock hl. Nikolaus von Smyrna GstNr.: 1675/66 |
| ja   | Datei hochladen | Ortskapelle HERIS-ID: 70401 Objekt-ID: 83515                                                                | Obere Dorfstraße 4 Standort KG: Untervogau        | | BDA-Hist.: Q38125015 Status: § 2a Stand der BDA-Liste: 2025-06-30 Name: Ortskapelle GstNr.: .46/4 |
| ja   | Datei hochladen | Bildstock Pestkreuz HERIS-ID: 70322 Objekt-ID: 83436                                                        | bei Römerstraße 19 Standort KG: Untervogau        | | BDA-Hist.: Q38124785 Status: § 2a Stand der BDA-Liste: 2025-06-30 Name: Bildstock Pestkreuz GstNr.: 260/24 |
| ja   | Datei hochladen | Ortskapelle HERIS-ID: 9472 Objekt-ID: 5446                                                                  | Weitersfeld an der Mur Standort KG: Weitersfeld   | | BDA-Hist.: Q38037506 Status: § 2a Stand der BDA-Liste: 2025-06-30 Name: Ortskapelle GstNr.: .158 Ortskapelle Weitersfeld, Straß |